# Dorcadion tianshanskii
Dorcadion tianshanskii är en skalbaggsart. Dorcadion tianshanskii ingår i släktet Dorcadion och familjen långhorningar.

## Underarter
Arten delas in i följande underarter:
- D. t. tianshanskii
- D. t. radkevitshi
- D. t. heptapotamicum
- D. t. vallesum